# Ronald Parise
Ronald Anthony Parise (Warren, 24 maggio 1951 – Silver Spring, 9 maggio 2008) è stato un astronauta e ricercatore statunitense.
È stato specialista di carico appartenente alla Computer Sciences Corporation. Ha partecipato alle missioni STS-35 e STS-67 dello Space Shuttle. È morto il 9 maggio 2008 per un tumore cerebrale a 56 anni.